# Jordanowice (Grodzisk Mazowiecki)
Jordanowice – część miasta Grodzisk Mazowiecki, do 1915 roku wieś. 

## Rys historyczny

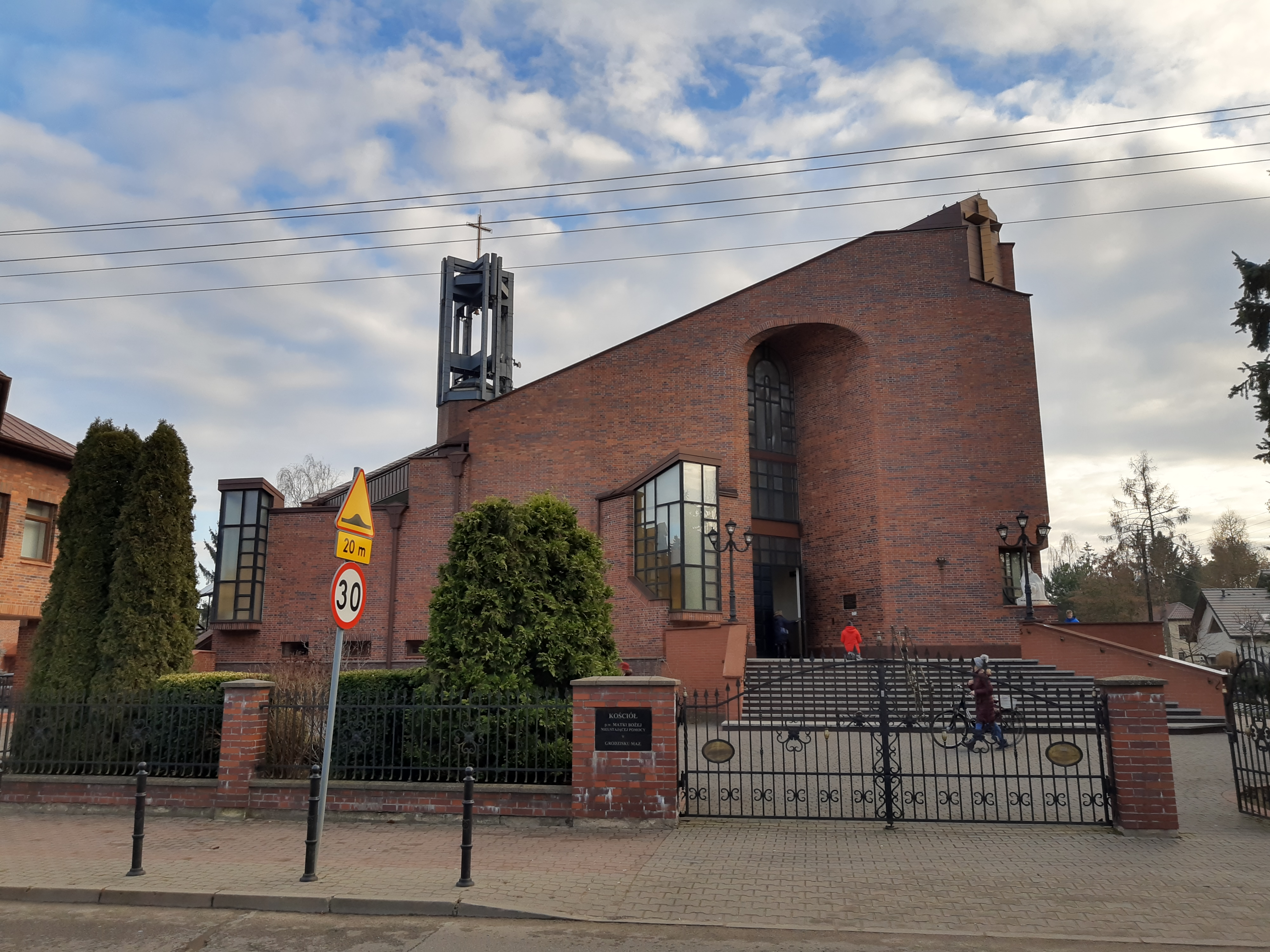
Kościół rzymskokatolicki pw. Matki Bożej Nieustającej Pomocy przy ulicy Piaskowej

Dawniej Jordanowice były wsią i folwarkiem w powiecie błońskim, posiadały park spacerowy i były miejscowością letniskową. W 1623 roku na terenie Jordanowic wybudowano dwór rodziny Mokronoskich, późniejszych właścicieli majątku Jordanowice. W roku 1827 miejscowość składała się z 21 domów. W 1884 roku, na terenie ówczesnych Jordanowic dr Michał Bojasiński otworzył swój zakład wodoleczniczy. 
Dnia 8 września 1915 roku, wraz z odzyskaniem praw miejskich przez ówczesny Grodzisk, Jordanowice stały się częścią miasta.

## Ludzie urodzeni w Jordanowicach
- Stefan Deptuszewski
- Hanna Malewska
- Tytus Komarnicki
- Roman Gronowski

## Ważniejsze obiekty znajdujące się na terenie Jordanowic
- Przystanki kolejowe Warszawskiej Kolei Dojazdowej
  - Grodzisk Mazowiecki Jordanowice
  - Grodzisk Mazowiecki Piaskowa
  - Grodzisk Mazowiecki Okrężna
- Kościół Rzymskokatolicki pw. Matki Bożej Nieustającej Pomocy
- Przedszkole nr 4 im. Króla Maciusia Pierwszego[5]
- Stawy Walczewskiego